# 拉布拉多獵犬 (AKB48單曲)
《拉布拉多獵犬》（日语： Raburadoru Retoriba */?）是日本女子偶像團體AKB48的第36張單曲作品，在2014年5月21日由國王唱片發售。此單曲是AKB48於每年夏天慣例推出的泳裝單曲之一，但與去年的《再見自由式》不同，主打歌的選拔成員數量從32人回復到與《仲夏的Sounds good！》一樣的36人，也較平常的單曲多出一倍以上，是此單曲較為特殊之處。
由於在本單曲中，渡邊麻友是自《So long!》以來的1年多後再次單獨擔任A面曲的中心成員（Center），也是收錄有主力成員大島優子畢業離團之前最後一首歌曲作品《只到今天的旋律》（B面曲）的單曲唱片，因而備受注目。

## 概要
单曲的销售標語是「拉布拉多，帶我去吧，前往她的所在」（日語：ラブラドール、連れて行ってよ、彼女の元へ）。
延續AKB48集團的慣例，本單曲也是採一單曲多版本方式發行，共推出Type-A、Type-K、Type-B、Type-4以及劇場盤5種發售，而Type-A、-K、-B、-4還分為內附有全國握手券的初回限定版與內附有生寫真的通常版銷售。有別於大部分的AKB48單曲，各版本的初回限量版與通常版都是採用相同的外包裝，僅有內容物不同，此次的初回限量版與對應的通常版全都採用不同的封面照片設計。因此如果以包裝設計版本來計算，此次的新單曲實際上存在9種不同的封面照片版本。
全部5種CD（不論初回限定版或通常版）均附送有使用時間限制的AKB48第37張單曲選拔總選舉投票用序號卡。
主打A面曲是在2014年3月29日，於國立競技場舉行的「AKB48單獨與集團國立競技場春季演唱會〜丟掉回憶向前衝！～」中，在第一天的安可時段首次披露，並於2014年4月7日播放的富士電視台音樂節目《HEY!HEY!HEY!》中首次進行電視上的演出，而由36名選拔組成員共同表演的版本則於5月24日的《AKB48 SHOW!》上首次播出。如同歷年多首AKB48的泳裝單曲之慣例，本次主打曲《拉布拉多獵犬》的MV也是在關島取景。
在B面曲部分，除了上述大島優子的畢業曲《迄今為止的旋律》之外，Type-A、-K、-B、-4四個一般版的唱片中分別收錄有一首以各分隊為單位所演唱的B面曲。由於本單曲是在2014年2月24日舉行的AKB48集團「大組閣祭」之後錄製的第一張單曲，因此是各分隊新成員編制首度啟用的作品。另外，在四首分隊代表曲的MV中的中央成员（Center）與前排成員們幾乎都是在大組閣祭中有轉隊或移籍異動、或是由姊妹團體前來兼任，因此名單組成與過去的分隊曲有不小的差異。

## 銷售情況
本作在發賣第一天售出146.2萬張，打破前一年的夏季單曲《再見自由式》首天的145.1萬張紀錄，同時是繼2013年10月的《真心電流》後再次達成首天百萬銷量，也是連續第13張單曲登上Oricon公信榜日榜榜首，最終於第一週售出166.2萬張，成為AKB48連續第17張销量破百萬的單曲（通算第18张），同時是連續第23張單曲獲得週榜冠軍，刷新女性組合在Oricon公信榜的「單曲第一名連續獲得数」和「單曲第一名總計獲得数」兩項紀錄。

## 版本與收錄內容
如果不計初回限量版與通常版的差異，《拉布拉多獵犬》一共有Type-A、Type-K、Type-B、Type-4與劇場版共五個版本，其中前四者除了音樂CD外，尚附有一張DVD，而劇場版則不附對應的影片DVD。五個版本共同收錄的除了主打A面曲之外，也同時收錄了大島優子的畢業曲《只到今天的旋律》一曲，因此可視為是本單曲的第一B面曲。另外，所有版本的第三音軌中個別收錄了一首與其他版本不同的B面曲。
配合CD中所收錄的歌曲，除了劇場版外其他四個版本所收錄的歌曲全都有對應的MV。另外除了與歌曲對應的MV外，各版的DVD還各自收錄了一個主題不同的特典影片。

### Type-A
除了各版本共通的收錄內容外，Type-A主要收錄了由高橋Team A（第二代）演唱的《你如此任性》。無論初回限量版還是通常版的封面都是由選拔組中的木崎由利亞、島崎遙香、高橋南、山本彩及渡邊麻友5人一同拍攝，但兩版本的照片中成員們穿著的服裝並不相同，其中初回限量版穿著的是泳裝，普通版則是一般的洋裝。至於封底，则是由岡田奈奈、北川綾巴、小嶋真子、澀谷凪咲、田島芽瑠、朝長美樱及西野未姫这七位小瓢虫Chu!的成员共同拍摄。
CD
1. 《拉布拉多獵犬》（ラブラドール・レトリバー）
2. 《只到今天的旋律》（今日までのメロディー） - 大島優子 畢業曲
3. 《你如此任性》（君は気まぐれ） - Team A演唱曲
4. 《拉布拉多獵犬》純配樂版
5. 《只到今天的旋律》純配樂版
6. 《你如此任性》純配樂版

DVD
1. 《拉布拉多獵犬》MV
2. 《只到今天的旋律》MV
3. 《你如此任性》MV
4. 特典影片「中村〝圈外〞麻里子的冗員講座」（中村”圏外”麻里子の干されメン講座）：Team A副隊長中村麻里子是AKB48中生代成員中在模仿、主持能力方面較為出眾的綜藝風格成員，但加入AKB48後、影片拍攝前共參與過四次總選舉卻從未能入圍，因此以「圈外成員」的身份拍攝了此影片。影片的內容表面上是中村擔任講師，正經地在教導同樣與入圍無緣的後輩新生們該如何以圈外成員的身份在網路互動、公演或演唱會等場合中搶鏡頭、吸引注意的技巧，但實際上是中村一個人的搞笑獨角戲。

### Type-K
除了各版本共通的收錄內容外，Type-K主要收錄了由橫山Team K演唱的《心愛的對手》。無論初回限量版還是通常版的封面都是由選拔組中的柏木由紀、松井珠理奈、橫山由依、川榮李奈、須田亞香里及入山杏奈6人一同拍攝，但兩版本的照片中成員們穿著的服裝並不相同，其中初回限量版穿著的是泳裝，普通版則是一般的洋裝。至於封底，则是由市川美織、矢倉楓子、大和田南那、加藤玲奈、兒玉遥、古畑奈和及宮脇咲良这七位成员共同拍摄。
CD
1. 《拉布拉多獵犬》
2. 《只到今天的旋律》
3. 《心愛的對手》（愛しきライバル） - Team K演唱曲
4. 《拉布拉多獵犬》純配樂版
5. 《只到今天的旋律》純配樂版
6. 《心愛的對手》純配樂版

DVD
1. 《拉布拉多獵犬》MV
2. 《只到今天的旋律》MV
3. 《心愛的對手》MV
4. 特典影片：Making of 《拉布拉多獵犬》前篇

### Type-B
除了各版本共通的收錄內容外，Type-B主要收錄了由倉持Team B演唱的《B花園》。無論初回限量版還是通常版的封面都是由選拔組中的小嶋陽菜、渡邊美優紀、指原莉乃、松井玲奈及峯岸南5人一同拍攝，但兩版本的照片中成員們穿著的服裝並不相同，其中初回限量版穿著的是泳裝，普通版則是一般的洋裝，而封底则是由多田愛佳、北原里英、木本花音、高橋朱里、大場美奈及薮下柊这六位成员共同拍摄。
CD
1. 《拉布拉多獵犬》
2. 《只到今天的旋律》
3. 《B花園》（Bガーデン） - Team B演唱曲
4. 《拉布拉多獵犬》純配樂版
5. 《只到今天的旋律》純配樂版
6. 《B花園》純配樂版

DVD
1. 《拉布拉多獵犬》MV
2. 《只到今天的旋律》MV
3. 《B花園》MV
4. 特典影片：Making of 《拉布拉多獵犬》後篇

### Type-4
除了各版本共通的收錄內容外，Type-4主要收錄了由峯岸Team 4演唱的《芳心逃脫遊戲》。Type-4的初回限量版封面是由擔任本次主打曲center的渡邊麻友與站其兩旁第二、第三站位的前排成員指原莉乃及松井珠理奈三人之合照，至於通常版則是渡邊麻友個人的獨照，而封底则是主打曲的36名选拔成员的合照。
CD
1. 《拉布拉多獵犬》
2. 《只到今天的旋律》
3. 《芳心逃脫遊戲》（ハートの脱出ゲーム） - Team 4演唱曲
4. 《拉布拉多獵犬》純配樂版
5. 《只到今天的旋律》純配樂版
6. 《芳心逃脫遊戲》純配樂版

DVD
1. 《拉布拉多獵犬》MV
2. 《只到今天的旋律》MV
3. 《芳心逃脫遊戲》MV
4. 特典影片：木崎由利亞的Team 4 Music Video貼身報導（木﨑ゆりあのTeam 4 Music Video密着レポート）

### 劇場盤
除了各版本共通的收錄內容外，劇場盤主要收錄了由小嶋陽菜參與的男女對唱曲《我倆有一腿》。此版本的封面照片是由未參與Type-A、-K、-B、-4各版本封面拍攝的所有其他單曲選拔組成員共同拍攝，包括市川美織、多田愛佳、大場美奈、大和田南那、岡田奈奈、加藤玲奈、北川綾巴、北原里英、木本花音、小嶋真子、兒玉遙、澀谷凪咲、高橋朱里、田島芽瑠、朝長美櫻、西野未姬、古畑奈和、宮脇咲良、矢倉楓子、薮下柊等20名成員，而封底则是有分登上其他版本唱片封面的16名成员之合照。
CD
1. 《拉布拉多獵犬》
2. 《只到今天的旋律》
3. 《2人一定在交往》（2人はデキテル）
4. 《拉布拉多獵犬》純配樂版
5. 《只到今天的旋律》純配樂版
6. 《2人一定在交往》純配樂版

## 歌曲與參與成員
以下各首歌曲的參與演唱成員分組皆是以單曲錄製時、也就是2月大組閣祭中宣佈的新分組為準。

### 拉布拉多獵犬
此張單曲的同名主打歌《拉布拉多獵犬》（ラブラドール・レトリバー）是由秋元康作詞，作曲者為曾為AKB48創作《永遠的壓力》、《真心電流》等單曲的丸谷學，並由佐佐木裕編曲，而對應的MV則是由小林達行執導。延續歷年來泳裝單曲向來都是由較多的成員人數所演唱之慣例，參與這首歌錄製的成員數量多達36人，範圍涵蓋AKB48集團所有國內姊妹團體的分隊。
在歌曲的跨界合作上，《拉布拉多獵犬》一曲是日本日用品大廠花王旗下的洗衣粉商品「Fragrance New Beads」的電視廣告「AKB並不知道」篇（AKBは知らなかった）的搭配廣告曲。而該廣告是由大島優子、渡邊麻友、高橋南、橫山由依與島崎遙香五人共同演出。
《拉布拉多獵犬》模仿了法國流行音樂的音樂風格，透過一隻拉布拉多獵犬的視線記述男孩和他單戀的女孩所經歷的一切，描繪出一個甘中帶酸、卻又充滿清涼感的世界。產經新聞評論稱歌曲令人想起法國歌手雪兒薇·瓦丹於1968年的經典名曲《愛的俘虜》（法語：Irrésistiblement），漫畫家小林善紀則覺得歌曲部分旋律像另一位法國歌手米歇爾·博爾納雷夫的歌曲《一切為了我心愛的人》當中，的一句。有網上評論認為《拉布拉多獵犬》的前奏模仿了《愛的俘虜》，歌詞中出現的「純白色的太陽傘」（真っ白なパラソル）是對松田聖子1981年單曲《白色太陽傘》的致敬，至於詞中一字則是來自《一切為了我心愛的人》。
在這首歌曲的MV中，站在中央位置並擔任劇情主角的是渡邊麻友，並由指原莉乃與松井珠理奈站其兩旁擔任前排成員。單曲選拔組的詳細名單如下：
- Team A：入山杏奈、川榮李奈、小嶋陽菜、島崎遥香、高橋南（高橋みなみ）
- Team K：北原里英、小嶋真子、橫山由依
- Team B：大和田南那、柏木由纪（兼任NMB48 Team N成員）、高橋朱里、渡邊麻友
- Team 4：岡田奈奈、加藤玲奈、木崎由里亞（木崎ゆりあ）、西野未姫、峯岸南（峯岸みなみ）
- SKE48 Team S：北川綾巴、松井珠理奈（兼任AKB48 Team K成員）
- SKE48 Team KII：大場美奈、古畑奈和（兼任AKB48 Team A成員）
- SKE48 Team E：木本花音（兼任HKT48 Team KIV成員）、須田亞香里、松井玲奈（兼任乃木坂46成員）
- NMB48 Team N：山本彩（兼任AKB48 Team K成員）
- NMB48 Team M：矢倉楓子（兼任AKB48 Team A成員）
- NMB48 Team BII：市川美織、澀谷凪咲（兼任AKB48 Team 4成員）、薮下柊、渡邊美優紀（兼任SKE48 Team S成員）
- HKT48 Team H：兒玉遥（兼任AKB48 Team K成員）、指原莉乃、田島芽瑠
- HKT48 Team KIV：多田愛佳、朝長美櫻（兼任AKB48 Team B成員）、宮脇咲良（兼任AKB48 Team A成員）

### 只到今天的旋律
《只到今天的旋律》（今日までのメロディー）是主力成員之一的大島優子之畢業曲。此曲的MV是由曾經為AKB48拍攝多部音樂影片的高橋榮樹執導，完整的版本片長接近15分鐘，但影片的前10分鐘實際上是以大島優子為主角的訪談與側錄花絮，包括與擔任AKB48集團音樂總監的田中博信在過去曾經使用的舊錄音室中對談，與高橋南、小嶋陽菜、峯岸南三名僅存的AKB48一期生在位於秋葉原的AKB48劇場周遭漫步，並至曾經舉辦過第一場演唱會「好想見你 ～柱子沒了嚘！～ 」（会いたかった ～柱はないぜ!～）的日本青年館舊地重遊。
至於主要的MV內容則是由大島優子與12名現役的AKB48集團成員演出，但作為驚喜有14名與大島长期同队的初代Team K成员也一同參與了新曲的錄音並在MV中現身 。在這14人之中，小林香菜、倉持明日香、NMB48的梅田彩佳，與同時兼任SNH48及SKE48的宮澤佐江4人雖然仍是現役成員，但主要是以初代Team K成员的身份參與合音的錄製，並沒有參與主要的影片拍攝。
有別於大部分的AKB48歌曲作品都是以合唱或輪唱的方式錄製，並沒有明確的主唱位置，《只到今天的旋律》是少見由大島優子一人主唱、其他人全為合音的作品。參與此曲錄製的成員詳細名單如下：
- 畢業預定：大島優子
- Team A：川榮李奈、小嶋陽菜、島崎遙香、高橋南
- Team K：北原里英、小嶋真子、小林香菜、橫山由依
- Team B：柏木由紀（兼任NMB48 Team N成员）、倉持明日香、渡邊麻友
- Team 4：峯岸南
- SKE48 Team S：松井珠理奈（兼任AKB48 Team K成員）
- NMB48 Team BII：梅田彩佳
- HKT48 Team H：指原莉乃
- SNH48 Team SII：宮澤佐江（兼任SKE48 Team S成員）
- 前成員（全為二期生）：秋元才加、今井優、大堀惠、河西智美、佐藤夏希、高田彩奈、野呂佳代、早野薫（日语：早乃香織）、增田有華、松原夏海

### 你如此任性
只有Type-A才有收錄的《你如此任性》（君は気まぐれ）是大組閣祭之後新改組的高橋Team A之第一首代表曲。由秋元康作詞、伊藤心太郎作曲，並由若田部誠負責編曲工作。此曲的中央位置成員为島崎遥香，並由自HKT48前來AKB兼任的宮脇咲良與川榮李奈擔任第二與第三站位的前排成员，MV導演為竹石涉。
相較本次單曲中的Team B隊曲《B花園》直接將成員們的暱稱與特色寫入歌詞中的作法，Team A的《你如此任性》雖然在歌詞內容上與成員們無關，但在MV中成員們所穿著的服裝或角色扮演卻與每個人平常的個人特色有關。例如擁有超越同齡女性強大臂力的市川愛美在MV中投擲棒球，在48集團中向來以傲人的上圍知名、在雜誌的清涼攝影中非常活躍的小嶋菜月在MV中穿了泳裝，而由NMB48前來Team A兼任的矢倉楓子則是穿著著代表大阪的豹紋服裝上鏡，依此類推。
在參與成員方面，此曲是由包含所有兼任成員在內的高橋Team A全體成員參與歌曲的錄製與MV的拍攝，其詳細名單如下：
- Team A：市川愛美、入山杏奈、岩田華、片山陽加、川榮李奈、小嶋陽菜、小嶋菜月、島崎遥香、高橋南、田北香世子、達家真姫宝、中田千智（中田ちさと）、中西智代梨、中村麻里子、西山怜那、藤田奈那、古畑奈和（SKE48 Team KII兼任成員）前田亞美、松井咲子、宮脇咲良（HKT48 Team KIV兼任成員）、武藤十夢、森川彩香、矢倉楓子（NMB48 Team M兼任成員）

### 心愛的對手
只有Type-K才有收錄的《心愛的對手》（愛しきライバル）是大組閣祭之後新改組的橫山Team K之代表曲。歌曲由秋元康作詞，福田貴史與佐佐木裕負責作曲與編曲。此曲的MV由中村太洸監導，劇情是由SKE48的松井珠理奈與NMB48的山本彩兩位兼任成員共同主演，片中的舞蹈編隊也是由這兩位成員以雙center的方式帶頭。
此曲是由包含所有兼任成員在內的橫山Team K全體成員參與演唱，其詳細名單如下：
- Team K：相笠萌、阿部玛利亚（阿部マリア）、石田晴香、岩佐美咲、内田眞由美、北原里英、小嶋真子、兒玉遙（HKT48 Team H兼任成員）、小林香菜、後藤萌咲、島田晴香、下口绯奈奈（下口ひなな）、鈴木紫帆里、铃木玛利亞（鈴木まりや，SNH48 Team SII兼任成員）、田野優花、永尾玛利亚（永尾まりや）、松井珠理奈（SKE48 Team S兼任成員）、宮崎美穗、山本彩（NMB48 Team N兼任成員）、湯本亞美、横山由依

### B花園
只收錄在Type-B版本中的《B花園》（Bガーデン）一曲是新改制的倉持Team B之代表曲。由秋元康作詞、山本加津彥作曲、野中「MASA」雄一編曲的這首歌是一首歌詞風格效法自舊柏木Team B公演曲《推Team B》（チームB推し，收錄於「劇場的女神」公演中）的作品，同樣都是以所有成員的特色簡介與暱稱串成主旋律部分的歌詞。在由齋藤涉監導的MV中，站在舞蹈隊形中央位置的是重新調回Team B的渡邊麻友，而站其兩旁的前排成員則分別是由官方對手團體乃木坂46前來兼任的生駒里奈，與剛由研究生升格正式成員的15期生大和田南那。其中生駒在劇情設定中因某種緣故遲到無法趕上MV的拍攝，所以在MV的前段是由影片中的男性經紀人帶著生駒面具、穿著與其他成員相同打歌服混在隊伍中演出，直到片尾生駒才實際現身。
此曲是由包含所有兼任成員在內的倉持Team B全體成員參與演唱，其詳細名單如下：
- Team B：生駒里奈（乃木坂46兼任成員）、伊豆田莉奈、内山奈月、梅田綾乃、大島涼花、大家志津香、大和田南那、小笠原茉由、柏木由紀（兼任NMB48 Team N成員）、川本紗矢、倉持明日香、高城亞樹、高橋朱里、竹内美宥、田名部生来、朝長美櫻（HKT48 Team KIV兼任成員）、名取稚菜、野澤玲奈、橋本耀、平田梨奈、福岡聖菜、橫島亞衿、渡邊麻友

### 芳心逃脫遊戲
Type-4專屬的收錄曲《芳心逃脫遊戲》（ハートの脱出ゲーム）是經過改組後的Team 4之代表曲。此曲由秋元康作詞，Hizashi（ヒザシ）作曲，並由板垣祐介編曲。此曲MV由土屋隆俊監導，站在中央位置的是剛自SKE48移籍至AKB48的木崎由利亞，而站其兩旁第二、第三站位的則是由NMB48前來兼任的澀谷凪咲與剛轉隊至Team 4的加藤玲奈。
為了呼應曲名「逃脫遊戲」，收錄在唱片附贈DVD中的此曲MV被拍成一個互動解謎遊戲，觀眾需要依靠劇情中的提示回答一組字謎問題，利用這些答案找出是哪一名成員將Team 4成員們鎖在拍攝MV的攝影棚中。成功破解謎題的觀眾可以看到另外一段宣布謎底的影片，而在此影片末尾擔任此曲center的副隊長木崎由利亞還另外追加了一個謎題，並邀請觀眾利用回函的方式將答案投寄給發片商國王唱片，獲得抽選包括實際曾在拍攝MV時用過的小道具等特殊贈品的機會。是一個能實際跟觀眾互動的特殊企畫。
除了歌曲MV外，在單曲唱片的Type-4版本之DVD中還收錄了一個名為「木崎由利亞的Team 4 MV貼身報導」（木﨑ゆりあのTeam 4 Music Video密着レポート）之特典影片。此影片是由第一次參與Team 4歌曲作品的木崎由利亞擔任攝影師所拍攝的《芳心逃脫遊戲》MV拍攝現場幕後花絮，包括木崎在內的全體Team 4成員都有在影片中亮相。
此曲是由包含所有兼任成員在內的峯岸Team 4全體成員參與演唱，其詳細名單如下：
- Team 4：岩立沙穂、大川莉央、大森美優、岡田彩花、岡田奈奈、加藤玲奈、木崎由利亞、北澤早紀、小谷里步（NMB48 Team N兼任成員）、小林茉里奈、込山榛香、佐佐木優佳里、佐藤妃星、篠崎彩奈、澀谷凪咲（NMB48 Team BII兼任成員）、高島祐利奈、土保瑞希、西野未姫、前田美月、峯岸南、向井地美音、村山彩希、茂木忍

### 2人一定在交往
只有劇場盤版本中收錄的B面曲《2人一定在交往》（2人はデキテル），是AKB48單曲唱片收錄曲中首見的男女對唱曲。這首歌原本是為了2013年12月17日舉行的年度演唱會第3屆AKB48紅白對抗歌合戰之演出，由小嶋陽菜特別要求製作人秋元康替其創作的新曲，由秋元康作詞，作曲則為和泉一彌。新曲是在紅白對抗當天首次披露、以作為白組第五首參賽曲，而與小嶋對唱的北川謙二是AKB48集團的幕後工作人員，主要擔任影片相關作品的製作人，因為名字曾被用於命名NMB48的第六張單曲《北川謙二》而在歌迷間小有名氣。
參與此曲演唱的成員詳細名單如下：
- Team A：小嶋陽菜
- 「AKB48計畫」助理製作人：北川謙二

## 外部連結
- King Records官方網站相關唱片版本頁面（日語）
  - Type-A 初回限定盤 （页面存档备份，存于）
  - Type-A 通常盤 （页面存档备份，存于）
  - Type-K  初回限定盤 （页面存档备份，存于）
  - Type-K 通常盤 （页面存档备份，存于）
  - Type-B 初回限定盤 （页面存档备份，存于）
  - Type-B 通常盤 （页面存档备份，存于）
  - Type-4 初回限定盤 （页面存档备份，存于）
  - Type-4 通常盤 （页面存档备份，存于）
  - 劇場盤 （页面存档备份，存于）
- 官方頻道影片
  - YouTube上的《拉布拉多獵犬》剪輯版
  - YouTube上的《只到今天的旋律》剪輯版
  - YouTube上的《你如此任性》剪輯版
  - YouTube上的《心愛的對手》剪輯版
  - YouTube上的《B花園》剪輯版
  - YouTube上的《芳心逃脫遊戲》剪輯版
- 單曲宣傳街宣車
  - YouTube上的在澀谷行走的《拉布拉多獵犬》街宣車